# Dhāka
Dhāka är en ort i Indien.   Den ligger i distriktet Pūrba Champāran och delstaten Bihar, i den nordöstra delen av landet, 800 km öster om huvudstaden New Delhi. Dhāka ligger 72 meter över havet och antalet invånare är 36 111.
Terrängen runt Dhāka är mycket platt. Runt Dhāka är det mycket tätbefolkat, med 1 018 invånare per kvadratkilometer. Närmaste större samhälle är Bairāgnia, 12,8 km nordost om Dhāka. Trakten runt Dhāka består till största delen av jordbruksmark.